# Gros Ventre (navire)
Pour les articles homonymes, voir Gros Ventre (homonymie).
Le Gros Ventre est une gabare française du XVIIIe siècle et l'un des deux navires engagés dans l'expédition australe menée par Yves Joseph de Kerguelen de Trémarec en 1772. Il participe à la découverte de l'archipel des Kerguelen et est le premier navire français à aborder l'Australie. Lancé en 1766, le Gros Ventre sert jusqu'en 1779 et ouvre la voie à l'utilisation des gabares comme navires d'exploration.

## Historique

### Caractéristiques générales

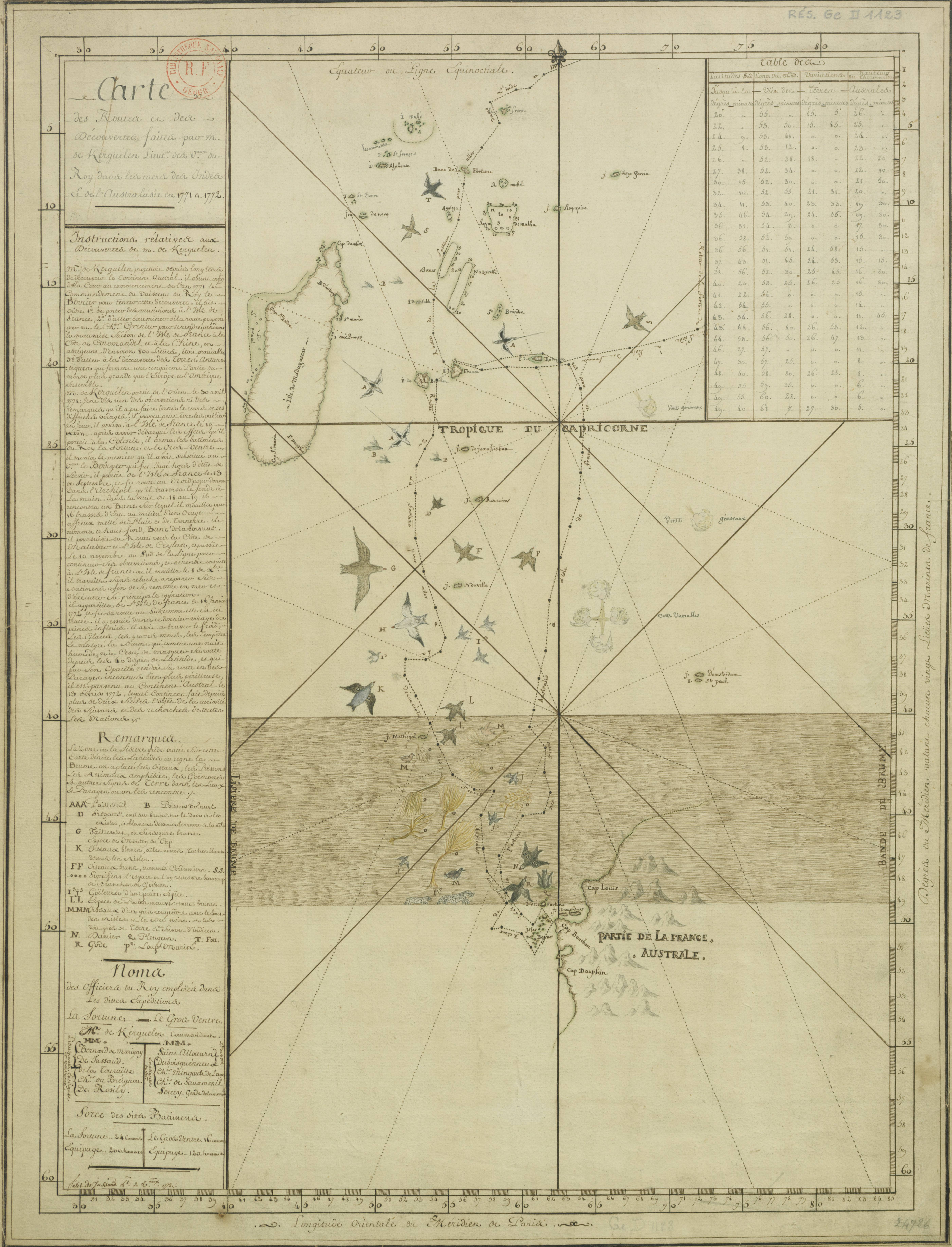
Carte commentée de 1772 relatant le périple de la Fortune et du Gros Ventre dans le sud de l’océan Indien.

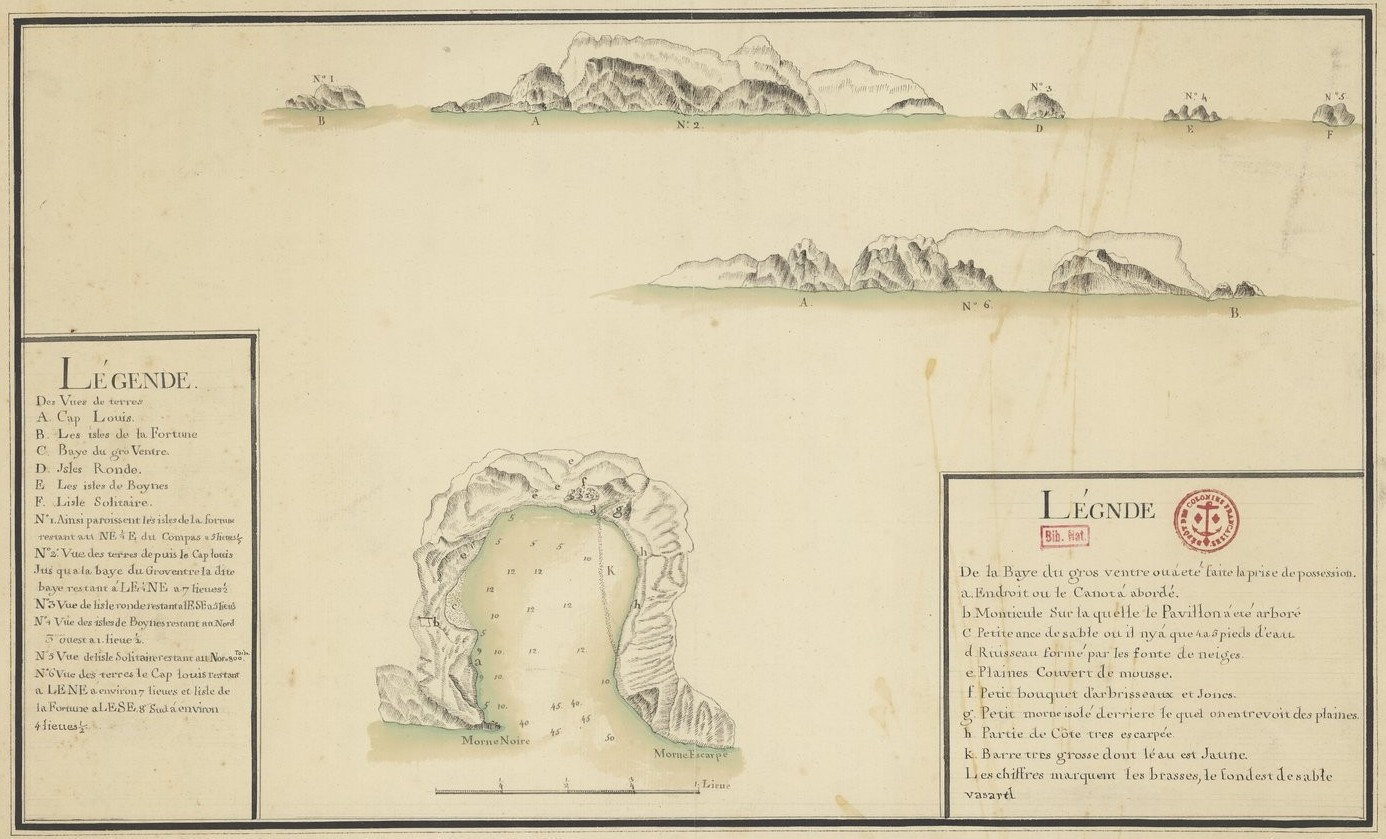
Plan de la baie du Gros Ventre, levée en 1772, au moment de la découverte de l'archipel des Kerguelen et qui doit son nom au Gros Ventre après y avoir accosté.

Le Gros Ventre appartient à ce type de navire, la gabare, issu du transport fluvial (sur la Loire et la Charente), mais qui, en prenant du poids et en étant ponté, est devenu un navire adapté à la navigation océanique. La Marine royale les utilise régulièrement depuis 1715. Un peu plus petites que les flûtes, avec qui elles sont souvent confondues, elles remplissent le même rôle qu’elles : le transport de troupes et de matériel, le ravitaillement des postes coloniaux.
Long de 36,5 mètres et de 350 tx de port, le Gros Ventre est construit en 1766 à Bayonne par Léon Guignace. Il porte en batterie dix canons de, supposé, six livres (poids du boulet) mais plus probablement de quatre livres vu la dimension et la position des sabords et six pierriers sur les gaillards. À son premier armement en 1767, il est prévu d’être servi par un équipage de 73 hommes dont six officiers sous le commandement de Pierre de Roquefeuil-Montpeyroux,. 

### Périple duGros Ventredans l’océan Indien (1771-1772)
Le Gros Ventre convoie des troupes sur l'île de France (actuelle île Maurice) en 1770. C'est là que de Kerguelen le trouve et l'utilise, un peu par défaut, pour sa première mission d'exploration australe. Louis Aleno de Saint-Aloüarn commande alors le navire, secondé par du Boisguehenneuc, Mengaud de la Hage, Rosily-Mesros et Sercey. Accompagné de la frégate la Fortune, le Gros Ventre vérifie le nouvel itinéraire relevée par le navigateur Jacques de Grenier jusqu’à Ceylan en passant par les Maldives puis rentre à l’île de France le 8 décembre 1771.
Le 16 janvier 1772, toujours avec la Fortune, il appareille de Port-Louis pour les mers australes. Il emporte pour sept mois de vivres avec un équipage porté à 120 hommes. C’est du Gros Ventre (ancré dans la future anse du Gros Ventre) qu'est mise à l'eau la chaloupe La Mouche à bord duquel Boisguehenneuc accoste sur la plage de la Possession de la péninsule Rallier du Baty au sud-ouest de la Grande Terre, premier homme connu à aborder cet archipel dont il fait la prise de possession au nom du roi de France (plus tard nommé archipel des Îles Kerguelen en l'honneur du chef de l'expédition). Le 16 février, les deux bateaux se perdent de vue dans les eaux de l'archipel. Tandis qu'Yves de Kerguelen décide de rentrer, Saint-Aloüarn à bord du Gros Ventre poursuit le voyage initialement prévu vers l'est, atteignant le 17 mars la Nouvelle-Hollande, côte occidentale de l'actuelle Australie, vers le cap Leeuwin.
Il parcourt vers le nord cette côte encore très mal connue et dangereuse. Il aborde le 28 mars la baie des Chiens-Marins et réussit à faire accoster deux jours plus tard une chaloupe, menant ainsi une exploration vers l’intérieur des terres lors de laquelle il dresse la carte des lieux. Mengaud de La Hage prend possession de la région au nom du roi et, le 8 avril, le Gros Ventre lève l’ancre pour poursuivre sa route vers le nord, arrivant sur l’île de Timor le 3 mai. Il semble que le Gros Ventre ait été le premier navire français à accoster cette région portugaise déjà depuis plus de deux siècles. Il s’y avitaille et plusieurs officiers en profitent pour explorer l’île. Le 1er juillet, il appareille pour Batavia où il arrive le 17 sans difficulté pour en repartir le 8 août. Le 5 septembre, le Gros Ventre arrive à l'île de France après une campagne de sept mois et vingt jours. Cette arrivée cause aussi la surprise, car de Kerguelen le considérant comme perdu, était rentré à Port-Louis depuis plusieurs semaines.

### Suites de l’expédition
Dans ses rapports, de Kerguelen décrit le Gros Ventre comme un « excellent navire ». Son périple a des conséquences importantes car on se rend compte à la suite de l’échec de la mission suivante menée avec des navires militaires (un vaisseau de 64 canons et une frégate) que la gabare est un bâtiment particulièrement bien adapté aux longues navigations d’exploration où la priorité n’est pas la vitesse, mais la robustesse et la capacité d’emport (en vivre et matériel). À peu près à la même époque, le capitaine Cook fait le même constat en utilisant un navire charbonnier, l’Endeavour, pour faire le tour du monde. En 1785, La Pérouse et Fleuriot de Langle partent explorer l’océan Pacifique sur deux gabares (désignées frégates pour des raisons de protocole) : la Boussole et l’Astrolabe. De même pour le vice-amiral Bruny d’Entrecasteaux avec la Recherche et l’Espérance en 1791 et jusqu’à la Coquille, qui fait dans les années 1820-1830, plusieurs tours du monde avec différents commandants explorateurs.
Le commandant du Gros Ventre, Saint-Aloüarn, étant mort à l’île de France à la fin de son périple, le Gros Ventre reste dans l’océan Indien où il poursuit ses missions de relevés géographiques. En 1775-1776, sous les ordres de Mengaud de la Hage, il fait trois campagnes d’observation sur la côte orientale de Madagascar pour en dresser les cartes[réf. nécessaire]. Le Gros Ventre disparait des listes de la Marine en 1779.
L'anse du Gros Ventre, au sud de la péninsule Rallier du Baty au sud-ouest de l'île principale de l'archipel des Kerguelen, a été nommée d'après le navire. L'administration des TAAF a émis un timbre représentant le Gros Ventre.